# Califórnia
Califórnia là một đô thị thuộc bang Paraná, Brasil. Đô thị này có diện tích 141,816 km², dân số năm 2007 là 7765 người, mật độ 56 người/km².